# Mitrospingus cassinii
Mitrospingus cassinii là một loài chim trong họ Thraupidae.